# Expo 2005
Expo 2005 var en verdensudstilling afholdt i Aichi, Japan. Expo'en varede i 185 dage fra 5. marts til 25. september 2005. Udstillingen var den anden af slagsen afholdt i Japan, hvor den første var Expo 1970 i Osaka.

## Omgivelser
Udstillingen spændte over et areal på 173 hektarer og det estimeres at 15 millioner besøgende overværede den. Der var deltagelse fra 105 lande.

## Tema
Udstillingens tema var "Naturens Visdom" med undertemaer som økologisk sameksistens, fornyelig teknologi og andre naturlige vidundere. På japansk kaldes det Ai-chikyūhaku (愛・地球博), hvilket betyder (groft oversat) Elsk Jorden Expo.

### Temasang
Den officielle temasang for Expo'en hedder "I'll Be Your Love" og er komponeret af Yoshiki Hayashi og opført af en sanger ved navn Dahlia. Den 24. marts 2005 dirigerede Yoshiki et orkester som opførte sangen til en åbningsceremoni for expo'en.

## Lande og Udstillinger

### Asien
|              | Land         | Tema                                | Udstillinger |
| ------------ | ------------ | ----------------------------------- | --- |
| Bangladesh   | Bangladesh   | Livets kunst                        | Billeder og film om livet i Bangladesh |
| Bhutan       | Bhutan       | Livets kunst                        | En cantileverbro, En 1,8 meter høj Buddha statue på en Lotusblomst, Billeder og malerier af Bhutans Natur, Arkitektur og kultur                                                               |
| Kina         | Kina         | Natur, By, Harmoni                  | Livets træ, der med lys og lyd viste årstidernes gang. Kinas historie vist i billeder og film. Crystal Cinema, viste forskellige dokumentarer om kina på et roterende lærrede.                |
| Indien       | Indien       | Udforsk naturens visdom             | Billeder og malerier af Indiens Natur |
| Mongoliet    | Mongoliet    | Udvikling af Øko-fællesskaber       | Produkter lavet af landets naturressourcer på en miljøvenlig måde |
| Nepal        | Nepal        | Livets Visdom                       | Arkitektur og Kunst fra Nepal og En urtehave med Lægeurter |
| Pakistan     | Pakistan     | Livets kunst                        | Skulpture, relieffer og en tredimensional baggrund, der viste nogle af verdens højeste bjergtoppe.                                                                                            |
| Sydkorea     | Sydkorea     | Lys i livet                         | Billeder og film om Sydkoreas natur og industry. En stor LCD skærm der viste film om menneskets fremtid.                                                                                      |
| Sri Lanka    | Sri Lanka    |                                     | En 1:1 model af et Buddhatempel. Udstillinger om hvordan Naturmedicinske urter kan bruges til at få et sundere liv.                                                                           |
| Brunei       | Brunei       |                                     | I Bruneis pavillon gik man igennem en skov, og oplevede Bruneis natur, kultur og historie. |
| Cambodja     | Cambodia     |                                     | En model af Angkor Wat. Film om Cambodias kulturhistorie. Demonstration af traditionel silkevævning.                                                                                          |
| Indonesien   | Indonesien   | Integrerer Mennesker og Natur       | Installationskunst om Indonesiens natur og Kultur. Et teater der viste traditionelle indonesiske danse og musik. Et multimediehjørne, der viste hvordan Indonesien opbygger øko-fællesskaber. |
| Laos         | Laos         | Udvikling af Øko-fællesskaber       | Billeder og Film om livet i Laos og de tætte relationer mellem folket og naturen |
| Malaysia     | Malaysia     |                                     | Udstillingen viste landets forsøg på at skabe bioteknologi. |
| Filippinerne | Filippinerne | Livets frø                          | Produkter lavet af Kokosnødder, da kokus er landets vigtigste eksportvare. Helse og velvære i form af te og massage med kokosolie.                                                            |
| Singapore    | Singapore    | Byens natur                         | Moderne miljøvenlig byplanlægning |
| Thailand     | Thailand     |                                     | Billeder, Film og produkter viste livet og kulturen i Thailand. |
| Vietnam      | Vietnam      | Kulturelle og Naturale indentiteter | Traditionel Arkitektur fra Vietnam gennem tiderne. Traditionelle produkter lavet af naturale materialer.                                                                                      |